# Río Guadiana Menor
Río Guadiana Menor är ett vattendrag i Spanien. Det ligger i den södra delen av landet, 280 km söder om huvudstaden Madrid.